# HD62140
HD62140 — хімічно пекулярна зоря спектрального класу A8, що має видиму зоряну величину в смузі V приблизно 6,5. Вона  розташована на відстані близько 264,7 світлових років від Сонця.

## Фізичні характеристики
Зоря HD62140 обертається порівняно повільно навколо своєї осі. Проєкція її екваторіальної швидкості на промінь зору становить Vsin(i)= 26км/сек. Телескоп Гіппаркос зареєстрував фотометричну змінність даної зорі з періодом 4,29 доби в межах від Hmin= 6,59 до Hmax= 6,54.

## Пекулярний хімічний склад
Зоряна атмосфера HD62140 має підвищений вміст
Eu
.

## Магнітне поле
Спектр даної зорі вказує на наявність магнітного поля у її зоряній атмосфері.
Напруженість повздовжної компоненти поля оціненої з аналізу наявних ліній металів становить 1458,5± 388,5 Гаус.